# The Orchard
The Orchard Enterprises (или The Orchard) – американская музыкальная и развлекательная компания, специализирующаяся на распространении СМИ, маркетинге и продажах, дочерняя компания Sony Music, расположенная в Нью-Йорке. В 2019 году компания продала свое кино- и телевизионное подразделение, которое было переименовано в 1091 Media.

## История

### Основание
Компания была основана в 1997 году Скоттом Коэном и Ричардом Готтерером в Нью-Йорке. 

### Приобретение Dimensional Associates
В начале 2003 года The Orchard была куплена компанией Dimensional Associates. Дэнни Штайн, генеральный директор Dimensional Associates, был назначен исполнительным председателем а Грег Шолль покинул консалтинговую фирму McKinsey & Company, чтобы стать генеральным директором The Orchard изменив ее стратегию и операционную модель и сформировав новую управленческую команду.
В 2009 году The Orchard была названа 66-й самой быстрорастущей компанией в Северной Америке за пятилетний период с 2004 по 2009 год.
В 2009 году Шолль принял должность президента Local Integrated Media в NBCUniversal, а Брэд Навин был назначен генеральным директором.
В 2012 году Sony приобрела контрольный пакет с 51% компании в результате сделки с денежными средствами и капиталом, общая оценка которой оценивается в 100 миллионов долларов.
В 2015 году оставшийся капитал компании был приобретен Sony Music Entertainment более чем за 200 миллионов долларов.

### Клиенты
Среди его клиентов — независимые артисты и лейблы, такие как Johnny & Associates, JYP Entertainment, Daptone Records, Cleopatra Records и Frenchkiss Records, которые сотрудничали с The Orchard в 2012 году, чтобы создать Frenchkiss Label Group в дополнение к своим цифровым и физическим сделкам с компанией. В 2014 году партнерство еще больше расширилось, когда The Orchard полностью приобрела Frenchkiss Records.
Компания также лицензирует музыку для использования в рекламе, на телевидении и в кино. Heineken, Target, Southern Comfort и семейство брендов LU использовали песни из каталога The Orchard в своей рекламе. "Yellow Elevator # 2" группы Black Angels и "Aly, Walk With Me" The Raveonettes были показаны сериале Настоящая кровь, "Venus" Фрэнки Авалона играли на Dexter , the Dum Dum Girls ' "Coming Down" и "The One You Say Goodnight To" Кины Граннис были услышаны в 5 сезоне Сплетницы, а различные артисты из каталога The Orchard были услышаны на протяжении 2 сезона Vice на HBO. Песни, распространяемые The Orchard, которые сделали его в саундтреков к фильмам включают Фэй Адамс «Hurts Me To My Heart"  и „Рондо № 2 до мажор для скрипки с оркестром, K.373: Allegretto Grazioso“ Моцарта в Дворецком Ли Дэниэлса, Хор Красной Армии из «Гимна СССР» Александрова в «Людях Икс: Первый класс», классическом «Качании на радуге» Фрэнки Авалона в фильме Прислуга и «Черный свет» Мэйкона Грейсона в фильме Рестлер.
1 июня 2017 года Sony Music объявила, что объединит RED Distribution и Red Essential в The Orchard, которая будет иметь долю рынка США в размере 6% с годовым доходом в 350 миллионов долларов.
В феврале 2019 года соучредитель Скотт Коэн ушел из The Orchard и присоединился к команде высшего руководства Warner Music Group.

### IODA

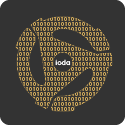
Логотип IODA

IODA (Independent Online Distribution Alliance, переводится как Независимый альянс онлайн-дистрибьюции) была глобальной компанией по продажам, маркетингу и распространению, контрольный пакет акций которой принадлежал Sony. Дочерняя компания обслуживала независимых артистов, лейблы, кинематографистов и других поставщиков контента в цифровых и мобильных магазинах, в том числе делала заявления об авторских правах на онлайн-контент. Основанная в 2003 году, IODA предоставляла различные услуги по распространению, маркетингу, издательству и администрированию отдельным независимым звукозаписывающим компаниям, физическим дистрибьюторам, видео-компаниям, записывающим артистам, кинематографистам, издателям печатных СМИ и независимым авторам, включая переговоры о лицензировании, кодирование мультимедиа и управление метаданными, роялти. администрирование платежей и отчетность, а также маркетинговая и рекламная поддержка. IODA поддерживала отношения с крупными розничными продавцами мобильных и онлайн-загрузок, включая iTunes, eMusic, Napster и Amazon.
1 июля 2009 года Sony Music Entertainment и IODA объявили о своем глобальном стратегическом партнерстве с целью использования объединенных всемирных сетей розничной торговли через Интернет и дополнительных технологий для поддержки независимых лейблов и владельцев музыкальных прав.
5 марта 2012 г. Sony приобрела оставшуюся долю IODA. Операции компании были объединены с Orchard.

### Многоканальная сеть YouTube
Многоканальная сеть YouTube Orchard насчитывает более 1000 каналов по всему миру и использует встроенную технологию BACON (массовая автоматическая заявка в сети Orchard), чтобы сканировать, запрашивать и отслеживать видео YouTube с целью их монетизации для своих клиентов. В июле 2014 года она заняла 7-е место в США.
Пользователи YouTube выразили обеспокоенность по поводу того, что The Orchard заявляет о праве собственности на музыку, используемую в пользовательском контенте, который может им принадлежать, а может и не принадлежать. Согласно статье The Orchard в их блоге Daily Rind, если звук соответствует конкретному правообладателю через систему идентификации контента YouTube, то одна или несколько ссылок будут размещены под видео, чтобы помочь продвинуть музыку, при этом оставшееся видео доступно. В статье говорится, что ошибочные претензии удаляются командой Orchard после жалобы и проверки со своим отделом разрешения споров. Однако они не вовремя ответили, что заставляет некоторых пользователей YouTube (или владельцев/создателей авторских прав/оригинального контента) полагать, что The Orchard пытается ложно получить доход от AdSense на основании неоспоримых заявлений.
Orchard вместе с Rumblefish участвовали в копифрауд споре 2019 года, относительно исполнения публичного домена Соединенных Штатов Navy Band загруженном на YouTube. В тематическом исследовании 2019 года были отмечены примеры продажи музыкальных произведений The Orchard и доходов от цифровой рекламы в Интернете без разрешения художников в деле 2010 года Bryant v. Media Right Productions, Inс..

### Дистрибьюция лейблов
Orchard владеет каталогами TVT Records, Premium Latin Music (дом для Aventura), Blind Pig Records, ViiiZUALEYES MEDIA GROUP & RECORDINGS INC., Frenchkiss Records, мексиканского лейбла Discos Joey, JDub Records, Xanadu Records, и Shrapnel Records .
Некоторые из наиболее известных звукозаписывающих компаний, распространяемых The Orchard это Murk Nature Records, Fat Possum Records, Atypeek Music, Birthday Cake Media, Tilt Music Production, WhoMag, Black River Entertainment, Smithsonian Folkways, Cleopatra Records, Eclipse Records, Frontiers Records, Heaven Music, Hope Music Group, InVogue Records, Lakeshore Records, MCFL Entertainment, Lamon Records, Lojinx, LRC/ Groove Merchant, Mystic Records, Napalm Records, Pure Noise Records, Robbins Entertainment, Relapse Records, Southern Fried Records, The Spicy Effect, Third Man Records, ARY Records, Flo & Eddie inc, Concore Entertainment и Legacy Music.

### Кинопрокат
В 2019 году Orchard Film был продан и переименован в 1091 Media.

## BalconyTV
BalconyTV - это музыкальный онлайн-канал, запущенный в июне 2006 года, с акустическими выступлениями на балконах по всему миру. В 2007 году он стал лучшим музыкальным веб-сайтом на Irish Digital Media Awards и был номинирован на лучший вирусный видеоконтент на Webby Awards в 2008 году. С тех пор канал расширился до более чем 12 000 шоу в более чем 50 городах и более чем 25 странах.
Канал был приобретен The Orchard в 2014 году.